# 桂伸乃介
桂 伸乃介 （かつら しんのすけ、1953年5月16日 - 2020年1月1日）は、落語家。落語芸術協会に所属していた。本名∶傳川 博。出囃子は『越後獅子前弾き』。紋は『丸に蔦』または『結三柏』。

## 来歴
東京都渋谷区出身。保谷市立青嵐中学校、東京都立小平高等学校を卒業。
ジャズピアニストの和田肇が親戚筋にあたり、その影響で幼少期よりピアノを始める。高校2年の時に将来ピアノ弾きか芸人になりたいと二代目桂伸治に相談したところ、「それならうちで落語家になって二ツ目になれば、あとから何にだってなれる」と言われて入門を決意した。
1970年（昭和45年）10月に二代目桂伸治に入門、一番弟子となる。
1972年（昭和47年）4月に前座となり、桂ひろ治と名乗る。1976年（昭和51年）4月に二つ目昇進、伸乃介に改名。
1986年（昭和61年）5月に桂富丸と共に真打に昇進した。
2019年（令和元年）12月14日、お江戸上野広小路亭で行われた定席興行（主任）が最後の高座となる。演目は「千早ふる」。
2020年（令和2年）1月1日1時10分 - 急性骨髄性白血病のため、東京都板橋区の日本大学医学部附属板橋病院で死去。66歳没。

## 人物
- 落語家によるディキシーバンド「にゅうおいらんず」のメンバーで、キーボードを担当。前節に記したように音楽を学んで育ったことから、他にもギター・三味線・クラリネット・トランペットと多彩な楽器の演奏をこなした。
- 小松左京のファン。特に気に入っていたのは『虚無回廊』。[2]